# 1999 în informatică
- 1998 în informatică — 1999 în informatică — 2000 în informatică

1999 în informatică a însemnat o serie de evenimente noi notabile:

## Premiul Turing
- Frederick Brooks